# Tango show
Tango show (tango fantazja) - rodzaj tanga argentyńskiego z akrobatycznymi figurami. Wykonywane najczęściej na estradzie, specjalnie wyreżyserowane. 
Ten widowiskowy typ tanga argentyńskiego jest często określany mianem tanga dla turystów w Buenos Aires. Spektakle oparte na tej formie tanga - Tango Argentino, Forever Tango, Tango Passion, Tango X 2,  al Tango SHOW.